# Kahoolawe
Kahoolawe (oficialmente en idioma hawaiano, Kahoʻolawe) es la isla más pequeña de las ocho islas mayores del archipiélago de Hawái. Está situada a 11,2 km al suroeste de Maui y al sureste de Lanai (20°33′N 156°36′O / 20.550, -156.600). Administrativamente forma parte del condado de Maui. No tiene una población permanente.

## Geografía
La isla, de 18 km de largo y 10 km de ancho, tiene una superficie total de 117 km². La altitud máxima es el cráter del Lua Makika, en la cima del Puu Moaulanui, de 450 metros sobre el nivel del mar. La isla es relativamente seca debido a la escasa elevación y a su situación a sotavento de la elevada Maui.
En 1993, el estado de Hawái estableció la reserva de la isla Kahoʻolawe. Tanto la isla como las aguas litorales sólo pueden utilizarse con finalidades culturales, espirituales y de subsistencia para los nativos hawaianos. Están prohibidos los usos comerciales y sólo se permiten las actividades de pesca, mantenimiento medioambiental, preservación histórica y educación. Se pretende recuperar la isla controlando la erosión, restableciendo los acuíferos y sustituyendo la vegetación foránea por autóctona.

## Historia
Hace unos 1000 años, Kahoolawe estuvo poblada por pequeñas comunidades de pescadores. Tierra adentro, algunas zonas fueron cultivadas. Se construyeron plataformas de piedra para las ceremonias religiosas, y todavía pueden encontrarse algunos petroglifos. Como hay poca agua dulce, la población debía ser escasa. El mayor establecimiento era en Hakioawa, al norte de la isla delante de Maui.

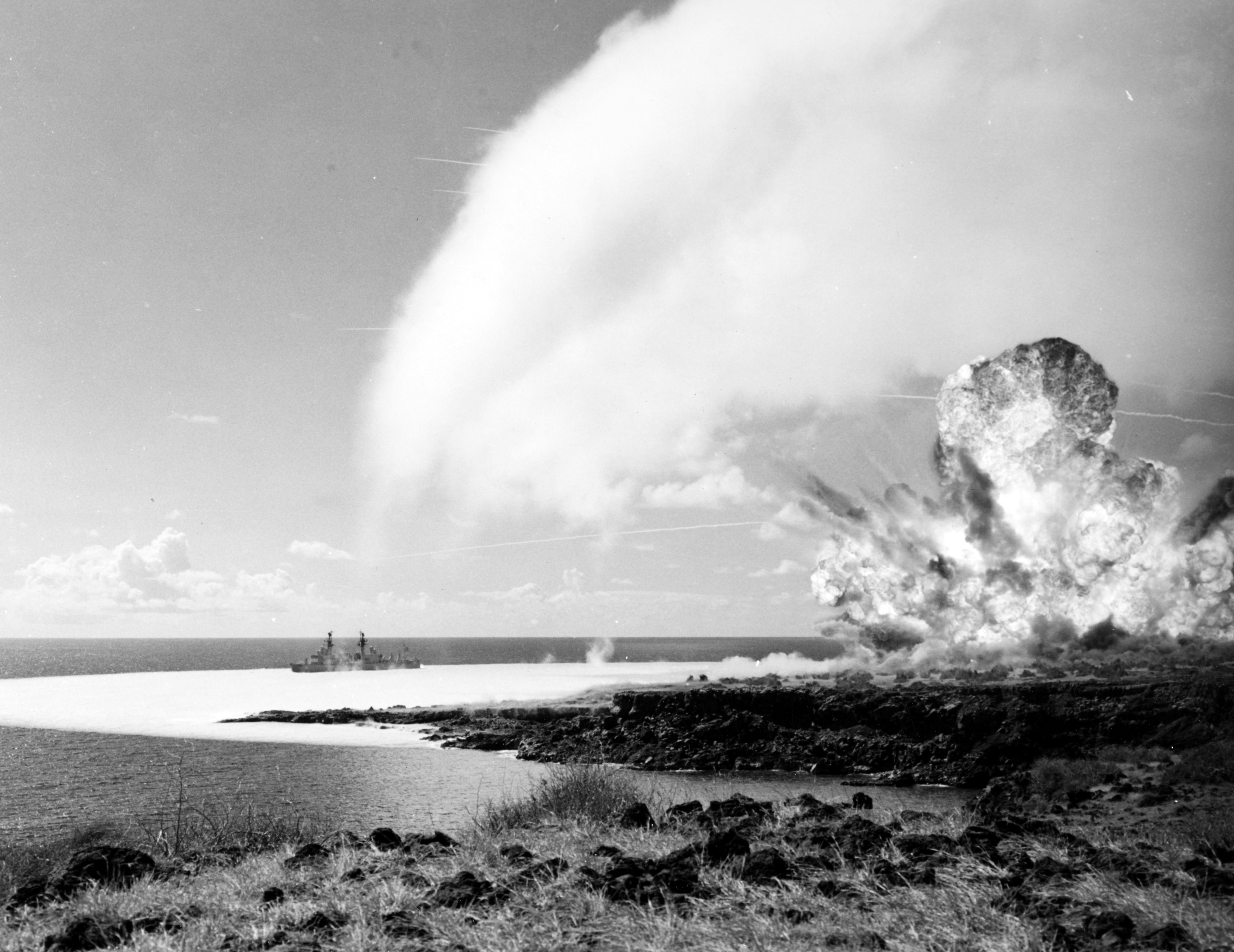
Operación «Sailor Hat», en 1965. Detonación de 500 toneladas de TNT para la prueba «Bravo», la primera de tres explosiones de prueba al sur de Kahoolawe.

Las guerras entre la isla de Hawái y Maui afectaron a Kahoolawe. Los primeros europeos ya explicaban que la isla estaba deshabitada y sin recursos de agua o madera. Tras la llegada de los misioneros, el rey Kamehameha III sustituyó la pena de muerte por el exilio y, entre 1830 y 1853, Kahoolawe fue una colonia penal, con unas condiciones muy duras por la falta de alimentos y agua.
Los intentos de explotación ganadera terminaron provocando la desertización de la isla. En la Segunda Guerra Mundial, el ejército norteamericano ocupó Kahoolawe y utilizó la isla como campo de entrenamiento, especialmente para desarrollar las tácticas de asalto de una isla. Acabada la guerra se siguió utilizando la isla como blanco de entrenamiento de las fuerzas aéreas. Por eso se la conoce popularmente como The Target Island o la "Isla Blanco".
Entre 1976 y 1990 diversos activistas estuvieron luchando para que se suspendieran los entrenamientos con fuego real, se protegieran los restos históricos y se restaurara el ecosistema de la isla. Finalmente, en 1994 se transfirió la isla al estado de Hawái, bajo el control de la Kahoʻolawe Island Reserve Comission. Hoy en día todavía se está limpiando el terreno de piezas de artillería sin explotar.